# Parijat
Parijat (népalais : पारिजात), née en 1937 à Darjeeling en Inde et morte en 1993 à Katmandou au Népal, est une écrivaine népalaise. Son nom est Bishnu Kumari Waiba  mais elle a écrit sous le nom de plume Parijat (Parijat est une fleur de jasmin parfumée à floraison nocturne). Son roman le plus connu est La Fleur bleue du jacaranda (Shirishko Phool).

## Biographie
Parijat est née en 1937 dans la station de montagne de Darjeeling, en Inde, un endroit connu pour ses jardins de thé. Darjeeling est alors un centre majeur de la langue, de la culture et de la littérature (en) népalaises. Sa mère Amrit Moktan meurt pendant sa jeunesse et elle est élevée par son père, le médecin K. N. Waiba, et ses grands-parents. Elle est atteinte dès l’âge de 13 ans de polyarthrite rhumatoïde.
Parijat fait ses études secondaires à Darjeeling puis à Katmandou, au Népal, où elle obtient en 1954 son diplôme de fin d'études secondaires.

## Reconnaissance littéraire et poétique
En 1959, le premier poème de Parijat est publié par Dharti. Elle a publié trois recueils de poésie : Akansha, Parijat Ka Kavita et Baisalu Bartaman. Sa première nouvelle a été Maile Najanmayeko Chhoro.
Elle est cependant surtout connue au Népal en tant que romancière. En tout, elle a écrit dix romans, dont le plus connu est Shirishko Phool, pour lequel elle obtient, en 1965, le prix Madan (en). Ce titre fait référence à un arbre, le flamboyant bleu. Elle a également reçu le prix Sarwashrestha Pandulipi, Gandaki Basunahara et Bridabrit.
Parijat est la figure de proue du mouvement littéraire Ralfa (en), qui vise à se débarrasser de la pratique orthodoxe et des idées conservatrices répandues dans la société et joue également un rôle important dans la création de Pragatisheel Lekhak Sangh (Mouvement des écrivains progressistes) et travaille pour Akhil Nepal Mahila Manch, Bandi Sahayata Niyog et Nepal Manav Adhikar Sangathan. Elle est élue membre de l'université Tribhuvan.

## Œuvres

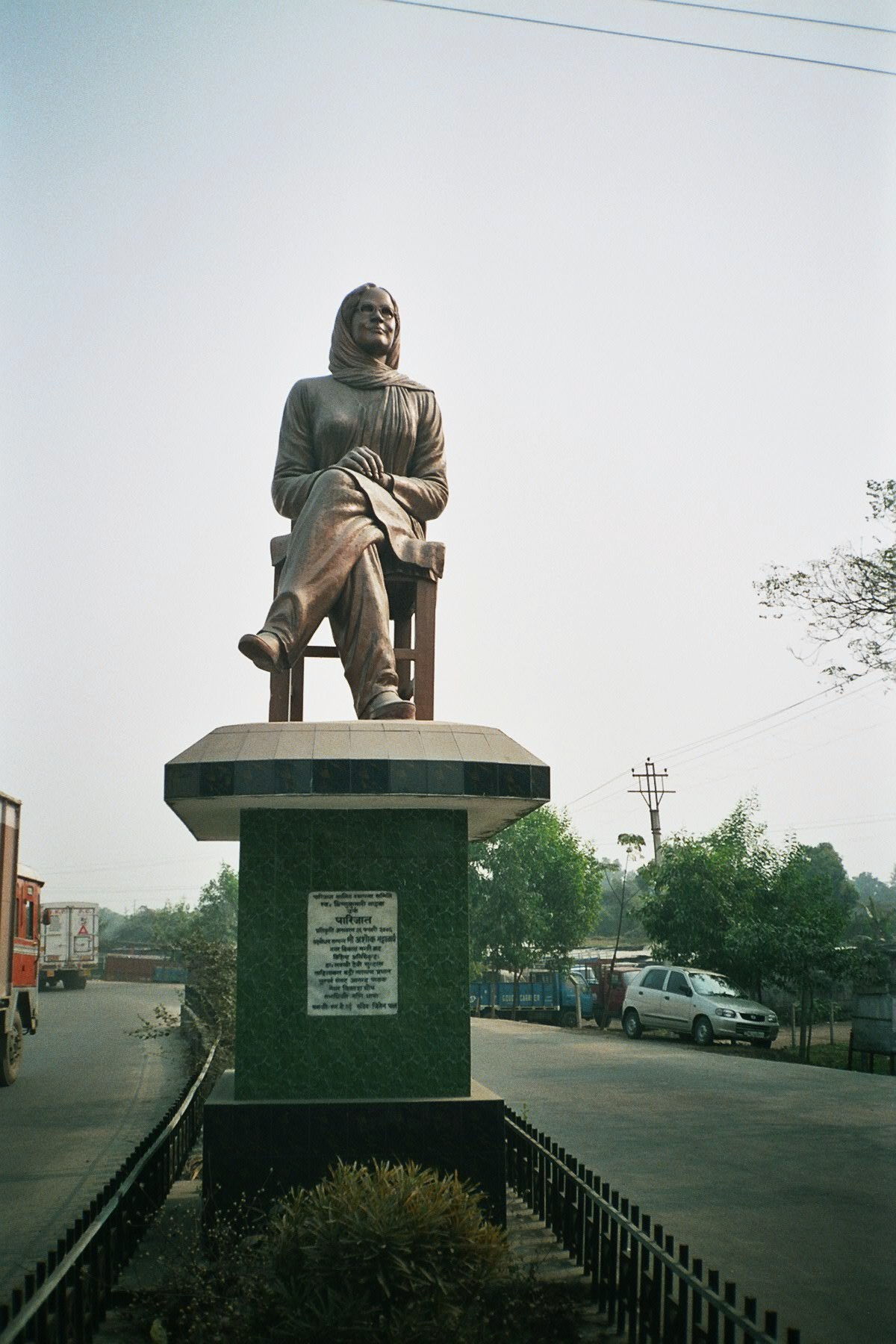
Statue de Parijat, Siliguri, Bengale-Occidental.

### Romans
- शिरिषको फूल (Shirishko Phool ; La Fleur bleue du jacaranda, traduit par Corinne Atlan, éd. Stock, 1998, 173 p.  (ISBN 223404894X))
- महत्ताहिन (Mahattahin [L'Ignoble], 1968)
- परिभाषित आँखाहरु (Paribhasit Aankhaharu)
- बैशको मान्छे (Baissko Manche [Le Jeune homme], 1972)
- तोरीबारी, बाटा, र सपनाहरु (Toribari, Bata Ra Sapanaharu)
- अन्तर्मुखी (Antarmukhi)
- उसले रोजेको बाटो (Usle Rojeko Bato)
- पर्खाल भित्र र बाहिर (Parkhal Bhitra Ra Bahir [En dedans et en dehors des murs], 1978)
- अनिदो पहाड संगै (Anido Pahadsungai)
- बोनी (Boni)

### Nouvelles
Nouvelle
- मैले नजन्माएको छोरो (Maile Najanmayeko Choro)

Recueils de nouvelles
- आदिम देश (Aadim Desh)
- सडक र प्रतिभा (Sadak Ra Pratibha)
- साल्गीको बलात्कृत आँसु (Salgiko Balatkrit Aashu)
- बधशाला जाँदा आउँदा (Badhsala Jadaaunda)

### Recueils de poésie
- आकांक्षा (Akanshya)
- पारिजातका कविता (Parijat Ka Kavita)
- बैशालु वर्तमान (Baisalu Bartaman)

### Essais et mémoires
- धूपी, सल्ला र लालीगुराँसको फेदमा (Dhupi Salla Ra Laliguransko Fedma)
- एउटा चित्रमय सुरुवात (Auta Chitramay Shuruvat)
- अध्ययन र संघर्ष (Aadhyayan Ra Sangharsha)